# Конрад II фон Хоенфелс
Конрад II фон Хоенфелс (на немски: Konrad II von Hohenfels; * пр. 1368; † сл. 22 април 1392) е господар на замък Хоенфелс в ландграфство Хесен-Дармщат и на господството Райполтскирхен в Рейнланд-Пфалц.

## Произход
Той е син на Конрад I фон Хоенфелс-Райполтскирхен († сл. 1365). Името на майка му не е известно. Внук е на Хайнрих фон Хоенфелс († 1329) и Юта фон Нойенбаумберг († 1344). Внук е на Дитрих (Дилман/Теодерих) фон Хоенфелс († сл. 1290) и Агнес фон Цвайбрюкен († сл. 1283). Правнук е на граф Хайнрих II фон Цвайбрюкен († 1282) и на Филип I фон Боланден-Хоенфелс († 1277). Брат е на Хайнрих фон Хоенфелс († сл. 1369).

## Фамилия
Конрад II фон Хоенфелс се жени за Ида фон Ербах-Ербах († сл. 1402), дъщеря на шенк Еберхард VIII фон Ербах-Ербах († 1373) и графиня Елизабет фон Катценелнбоген († 1385). Те имат децата:
- Еберхард I фон Хоенфелс († 1432), господар на Хоенфелс-Райполтскирхен, женен за вилдграфиня Уда фон Кирбург
- Георг фон Хоенфелс († сл. 1398, умира млад)
- Конрад фон Хоенфелс († сл. 1419), приор в Пфедерсхайм (1398 – 1419)
- Елза фон Хоенфелс († сл. 1390), монахиня в Шьонау

Вдовицата му Ида фон Ербах се омъжва втори път пр. 27 март 1401 г. за фогт Николаус V фон Хунолщайн († 1431).